# シュクヴァル (自動小銃)
シュクヴァル（露: Шквал スコールの意）とはロシアにてAK-74をベースとして試作・開発された高速射撃可能な水陸両用自動小銃である。

## 開発
特殊作戦の遂行の効率を向上される目的でシュクヴァルは開発された。開発は33491部隊が担当し、デルザヴァという企業とA.V.シェフチェンコ、Yu.S.ダニロフ、A.ゴヤン、D.I.チスティオヒン、D.A.コルカサス、N.N.ノソフ、E.B.コロトコフらの開発チームによって開発された。

## 構成
シュクヴァルはAK-74をベースとしており、トリガーとグリップを前方に移したブルパップ方式となっている。小型化のためにレシーバーを短縮しておりその影響でボルトの移動距離が短縮され結果的にフルオート時に毎分1800発という高速射撃が可能になっている。ブルパップ方式だがOTs-14のようにレシーバー後端に銃尾を追加するのではなくレシーバーを短縮しており長さが足りないためAKSやAKMSに見られる下方折りたたみ式の銃床を備えている。また通常銃尾にゴム製のリコイルパッドを取り付けて運用する。
ガスレギュレーター部に特殊な設計があり、この効果によって切り替え動作なしで水中・陸上問わず射撃・戦闘が可能である。
また前述した通りAK-74をベースとしているためAK-74とは50％ほどの部位品共有が可能である。
使用弾薬は5.45×39mm弾で、PS弾（GRAU：7N6）、PP弾（GRAU：7N10）、BP弾（GRAU：7N22）、BS弾（GRAU：7N24）、独自開発した専用の水陸両用弾が使用可能である。
100 mの範囲での短い指切りバースト立射射撃精度試験ではAN-94と近い結果を示した。AEK-971をわずかに上回り、AK-74、AK-102、M16A1、M16A2の射撃精度より大幅に上回った。